# Parellada

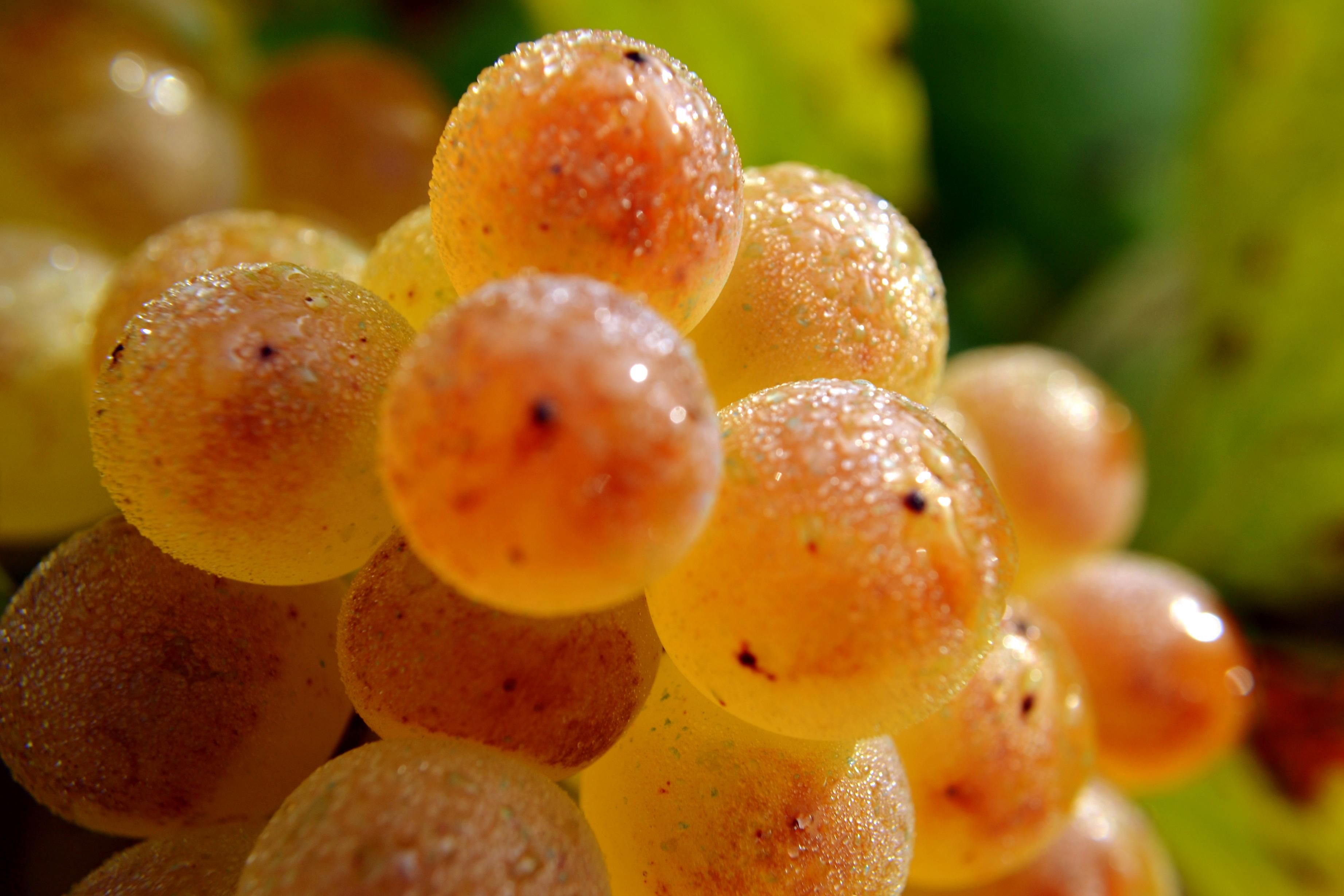
Parellada-druif

Parellada is een witte druivensoort uit Spanje, die daar vooral in Catalonië wordt verbouwd.
Het is een van de drie soorten die wordt gebruikt voor het maken van de bekende mousserende Spaanse wijn cava.
De andere twee zijn de soorten macabeo en xarel-lo.

## Kenmerken
De kwaliteit van deze druif is in principe hoog, mits er op gelet wordt dat de opbrengst per hectare laag blijft (minder dan 35 hectoliter per hectare zelfs). Dan krijgt men prachtige, evenwichtige wijnen, met een behoorlijke zuurgraad en frisse tonen van citrus en groene appel. Het alcoholpercentage blijft aan de lage kant, maar zo'n graad of 9 tot 11. Dat wordt veroorzaakt door het lage suikergehalte dat in de groei wordt opgebouwd. Door de dikke schil is deze druif goed bestand tegen allerlei ziektes, met name rot. Om de frisheid niet te verliezen is het goed om deze wijn jong te drinken.

## Synoniemen[1]
- Martorella
- Montonec
- Montonech
- Montonega
- Montoneo
- Montonero
- Montonet
- Parallada blanc
- Perelada